# Johannes Beilharz
Johannes Beilharz (* 15. Januar 1956 in Oberndorf am Neckar) ist ein deutscher Schriftsteller, Übersetzer und Maler.

## Leben
Beilharz studierte Anglistik und Romanistik an der Universität Regensburg und Englische Literatur und Creative Writing an der University of Colorado in Boulder (Colorado). Von 1977 bis 1985 lebte er in den USA, dann bis 2002 in Vöhringen (Württemberg), von 2002 bis 2012 in Stuttgart und seither abwechselnd in Pliezhausen-Rübgarten und Rom.
Seit 1978 veröffentlichte er in englischer und deutscher Sprache Gedichte, Kurzgeschichten und Lyrikübersetzungen aus dem Deutschen, Englischen, Französischen, Spanischen und Katalanischen in verschiedenen amerikanischen und deutschen Zeitschriften und E-Zines. Unter anderem übersetzte er Gedichte von John Ashbery, Barbara Guest, Derek Walcott, Christine Lavant, Ingeborg Bachmann, Hugo von Hofmannsthal, Jorge Luis Borges und Erwin Einzinger.
Pseudonyme, unter denen er gelegentlich schrieb und schreibt, sind u. a. Leonard Blumfeld, James Steerforth, Niebla und Justinian Belisar.
Seine 1998 nach langer Pause wieder aufgenommene künstlerische Tätigkeit führte seit 2002 zu Ausstellungen in Frankreich, Baden-Württemberg, Indien und Italien. Einige seiner Werke sind Bestandteil von Privatsammlungen in Deutschland, Frankreich, Indien, Italien und USA.
Beilharz ist Mitglied im Verband deutscher Schriftsteller (VS) Baden-Württemberg und wird vom Förderkreis deutscher Schriftsteller in Baden-Württemberg gefördert.

## Veröffentlichungen (Auswahl)
als Autor
- Die gottlosen Ameisen. Erzählungen. Alkyon, Weissach im Tal 2003, ISBN 3-933292-65-4.
- Best of Meme. Gedichte und Kurzgeschichten von James Steerforth, Leonard Blumfeld, Niebla und anderen (englisch). Wordclay, Bloomington, Indiana, USA 2008, ISBN 978-1-6048-1364-7.
- Eine finnische Jazznummer für die Missverstandenen. Gedichte. epubli, Berlin 2014, ISBN 978-3-8442-9018-9.
- Wie das Schicksal so spielt. Kurzgeschichten. epubli, Berlin, 2022, ISBN 978-3756531189.
- Glück und Unglück in Beuren. Vignetten aus dem Mittelalter. Novelle. epubli, Berlin, 2022, ISBN 978-3756550500.

als Übersetzer
- William Bell: Sprich mit der Erde. Übersetzung aus dem kanadischen Englisch. Urachhaus, Stuttgart 2001, ISBN 3-8251-7314-3.
- Pete Johnson: Letzte Chance für Paps. Übersetzung aus dem britischen Englisch. Urachhaus, Stuttgart 2002, ISBN 3-8251-7379-8.
- Enric Casasses: Die Häuser meiner Straße. Gedicht. Übersetzung aus dem Katalanischen. Gerard, Rheinbach 2006.
- Indische Gedichte und Geschichten. Übersetzungen von Gedichten indischer Autoren sowie eigene Gedichte und Geschichten. Stuttgart 2006 (im Eigenverlag).
- Barbara Guest: Fallschirme, Geliebter. Ausgewählte Gedichte. Übersetzung aus dem amerikanischen Englisch. luxbooks, Wiesbaden 2008, ISBN 978-3-939557-24-1.